# Баратівка (Софіївська сільська громада)
Бара́тівка — село в Україні, у Софіївській сільській громаді Баштанського району Миколаївської області. Населення становить 753 осіб. 
Розташоване на лівому березі річки Інгул, за 18 км на південний захід від Нового Бугу і за 12 км від залізничної станції Новополтавка на лінії Миколаїв-Сортувальний — Долинська.

## Історія
В околицях Баратівки, Майорівки і Антонівки виявлені залишки поселень і могильник епохи бронзи (II тисячоліття до н. е.), а поблизу Червоної Поляни — поселення перших віків н. ери.
Сучасна назва села зустрічається в документах 1782 р. В XVII—XVIII ст. тут існував зимівник запорізьких козаків.
У квітні 1919 р. в Антонівській волості був сформований Антонівський комуністичний загін на чолі з уродженцем Баратівки Н. Є. Губою. Згодом загін перетворений в 1-й Антонівський комуністичний полк, який брав участь в розгромі повстанців отамана Зеленого під Трипіллям, у боротьбі з денікінцями. Баратівці А. З. Чорний (начальник кінної розвідки полку) і І. П. Курінь (помічник командира полку) в грудні 1920 р. нагороджені орденом Червоного Прапора.
У роки Німецько-радянської війни 320 жителів села воювали у лавах Червоної армії, 60 осіб загинули. 225 баратівців удостоєні урядових нагород, у тому числі орденів Леніна, Червоного Прапора, Червоної Зірки і багатьох медалей — командир авіаполку підполковник Г. І. Губа. Повним кавалером ордену Слави повернувся в село розвідник старшина П. С. Мігун.
У Баратівці в 1965 р. встановлений обеліск на честь односельців, полеглих у боротьбі з нацистськими загарбниками.
У селі за часів УРСР працював колгоспу «Рад-село», За успіхи в праці 86 передовиків виробництва відмічені урядовими нагородами. Ордени Трудового Червоного Прапора удостоєні комбайнери А. Г. Куриченко, С. Т. Шевченко, трактористи М. С. Шевченка, В. І. Когут, бригадир будівельної бригади Я. Т. Чернега.

## Економіка
В селі обробляється 6490 га сільськогосподарських угідь, з них 4857 га орних земель, у тому числі 465 га зрошуваних. Економіка села спеціалізується на виробництві зерна, молока і овочів. Працюють підсобні підприємства — кормоцех і маслобійня.
У Баратівці був розміщений пенькозавод (з 1935 р.). Підприємство поставляло свою продукцію Харківському і Одеському канатним заводам, а також в ФРН і Велику Британію.
У селі працюють три магазини, пункт побутового обслуговування, відділення Укрпошти, Ощадбанку України. Вже 15 років не працює водопровід протяжністю 8 км.

## Освіта і культура
У Баратівці працює одинадцятирічна школа (20 учителів і 200 учнів), філія музичної школи. Діє будинок культури із залом на 450 місць, при якому створена кімната-музей, де експонуються археологічні знахідки, предмети, що розповідають про участь жителів у Визвольних змаганнях (1917—1921) і Другій світовій війні (1941—1945). Книжковий фонд сільської бібліотеки становить 10,5 тис. томів. 
Функціонують дільнична лікарня на 25 ліжок і клінічна лабораторія, де працюють лікар і сім фахівців з середньою медичною освітою; аптека, дитячий сад на 50 місць.

## Уродженці
- Коваленко Віталій Петрович (06.09.1940 — 07.02.2011) — доктор сільськогосподарських наук, професор, член-кореспондент УААН, заслужений діяч науки і техніки України. Проректор з наукової роботи Херсонського державного аграрного університету.
- Ластовецький Анатолій Олексійович (07.02.1938 — 27.05.1979) — український радянський поет. Працював у Миколаєві фельдшером. Покінчив життя самогубством.